# Gringo Gazette
El Gringo Gazette (inglés: La Gaceta del Gringo) es un diario o periódico en inglés fundado en 1995, dirigido a las comunidades estadounidenses migrantes en Baja California y Baja California Sur, México. 
Se publica desde el 2001 y la mayor parte de sus contribuidores son estadounidenses residentes en México o estadounidenses con un segundo hogar en México. La mayor parte de los suscriptores o lectores de este periódico son estadounidenses situados en San Felipe, La Paz, Todos Santos, Los Barriles y Cabo San Lucas.